# Кохама, Рёта
Рёта Кохама (яп. 小浜良太 Кохама Рё:та) — родился 4 сентября 1989 года в городе Осака, больше известен под именем Рёта, басист японской рок — группы ONE OK ROCK.
Был участником хип-хоп группы HEADS вместе с Тору из ONE OK ROCK до того, как группа распалась в 2002 году.

## Личная жизнь
Рёта Кохама родился в городе Осака, Япония, затем переехал в Токио. Тору из группы ONE OK ROCK — его друг детства. Они познакомились в танцевальном классе, когда учились в младшей школе. Двумя годами позже Рёта и Тору с двумя другими ребятами, Кохеем и Такуей, объединяются в танцевальную хип-хоп группу HEADS. Они также были активны до дебюта в HEADS и участвовали в танцевальных конкурсах примерно в 1995—1999 годах. Дебютным стал сингл под названием «screeeem!» в июле 2000 года, затем последовал второй сингл «Gooood or Bad!» в ноябре, спродюсированные для лейбла Amuse, Inc. Танцевальная группа выступала по выходным на оживленных улицах в районе Киобаси в Осаке и в Токио в районе Акихабара, в торговых и развлекательных районах.
HEADS распались в 2002 году и ребята взяли паузу в своей творческой карьере. Объединившись с другими участниками в 2004 году была создана группа из 7-ми человек под названием Ground 0. В 2005 году, когда Тору снялся в главной роли в ТВ-сериале Shibuya Fifteen, Рёта также сыграл в этом сериале второстепенного персонажа.
В том же году Тору пригласил его присоединиться к рок-группе вместе со старшеклассником Алексом и другом Тору — Юу Коянаги. Вначале у Рёты не было никакого интереса присоединяться к группе или играть на басу, пока он не послушал Red Hot Chili Peppers и не был вдохновлен игрой их басиста Фли. В первые дни после образования ONE OK ROCK Рёта общался только с Тору, потому что чувствовал дискомфорт и не разговаривал с Такой около года, потому что боялся его. После инцидента с уходом из группы Алекса был разъярен больше остальных, стал меньше играть на бас-гитаре и начал учиться игре на электрогитаре. После этого он объединился с ударником Томоей и они вместе написали песню «Deeper Deeper».
С 2010 года Рёта часто выступает без верхней одежды, все также вдохновленный Фли. Имеет множество татуировок на теле и руках. Во время интервью с группой на английском языке Така помогает Рёте улучшить его английский, так как владеет языком свободнее остальных участников группы.
18 февраля 2017 года Рёта женился на сестре канадской певицы Аврил Лавин — Мишель Лавин. Во время первого концерта японского тура с альбомом AMBITIONS группы ONE OK ROCK, после выхода на бис Така сказал: «Поздравляем с бракосочетанием, Рёта!» и Рёта сказал ему в ответ: «Мы зарегистрировали наши отношения в этом месяце! Её зовут Мишель, пожалуйста позаботьтесь о нас!» Позднее Мишель действительно поменяла фамилию на Мишель Кохама в своем аккаунте в Instagram, что также было подтверждено Рётой на его официальной странице. 22 октября 2017 года у них родилась дочь.

## Оборудование
Рёта использует разные бас-гитары, но последнее время это в основном Sadowsky. Рёта предпочитает чистый звук бас-гитары, но иногда он добавляет дисторшн-эффект, как например в песнях «Deeper Deeper» и «Rock, Scissor and Paper».
Используемые бас-гитары:
- Sadowsky / NYC Single Cut Natural * 5-струнная
- Sadowsky / NYC Single Cut Buckeye Burl Top * 5-струнная
- Sadowsky / NYC 4-24 Standard Modern Blue * 4-струнная
- Sadowsky / NYC 4-24 Standard Modern Red * 4-струнная
- Sadowsky / NYC Satin Series 5-24 Modern White * 5-струнная
- Sadowsky / NYC 5-24 Natural * 5-струнная
- Sadowsky / NYC Single Cut Natural-2 * 5-струнная

Спецификация:
- Sadowsky / NYC Single Cut Natural:
  - Материал корпуса: клён, ясень
  - Материал грифа/накладки грифа: клён
  - Звукосниматель: Sadowsky soap bar для 5-струнных бас-гитар
  - Предусилитель: Sadowsky
  - Регулятор: Master Volume, Balancer, Passive Tone (переключатель активный/пассивный), Treble, Bass, Mid Boost
    - Есть возможность регулировки средней полосы частот и величины усиления при помощи мини-переключателя и триммера на задней панели.

Усилители:
- PHIL JONES BASS／M-500
- PHIL JONES BASS／8T
- PHIL JONES BASS／16B
- TDC-YOU／BASS DI

Эффекты:
Darkglass Electronics／Microtubes B7K Ultra
BOSS／ODB-3
MXR／bass d.i.+
EBS／OctaBass
KORG／DT-10
TDC／INPUT&LOOP SWITCHER
EBS／MULTI COMP
Eventide／H9
FREE THE TONE／ARC-4
tc electronic／STEREO CHORUS+
FREE THE TONE／PA-1QB
ZOOM／MS-60B
XOTIC／BB Pre-amp

## Участие в жизни группы
Помимо игры на бас-гитаре, можно выделить несколько песен, для которых Рёта писал музыку или лирику.:
| Вид участия | Название песни                                      |
| ----------- | --------------------------------------------------- |
| Композитор  | Deeper Deeper, Lujo, Seken Shirazu no Uchuhikoushi. |
| Лирика      | Seken Shirazu no Uchuhikoushi.                      |
| Автор       | Manhattan Beach.                                    |